# Большое Рогозеро
Большое Рогозеро — озеро на территории Куземского сельского поселения Кемского района Республики Карелия.

## Общие сведения
Площадь озера — 5,7 км². Располагается на высоте 64,2 метров над уровнем моря.
Форма озера лопастная, продолговатая; вытянуто с юго-запада на северо-восток. Берега изрезанные, каменисто-песчаные, местами заболоченные.
Через озеро протекает река Поньгома.
В озере расположены два острова без названия.
Населённые пункты и автодороги возле озера отсутствуют. Ближайший — посёлок Кривой Порог — расположен в 31 км к югу от озера.
Код объекта в государственном водном реестре — 02020000711102000003917.